# 大賓嫩湖

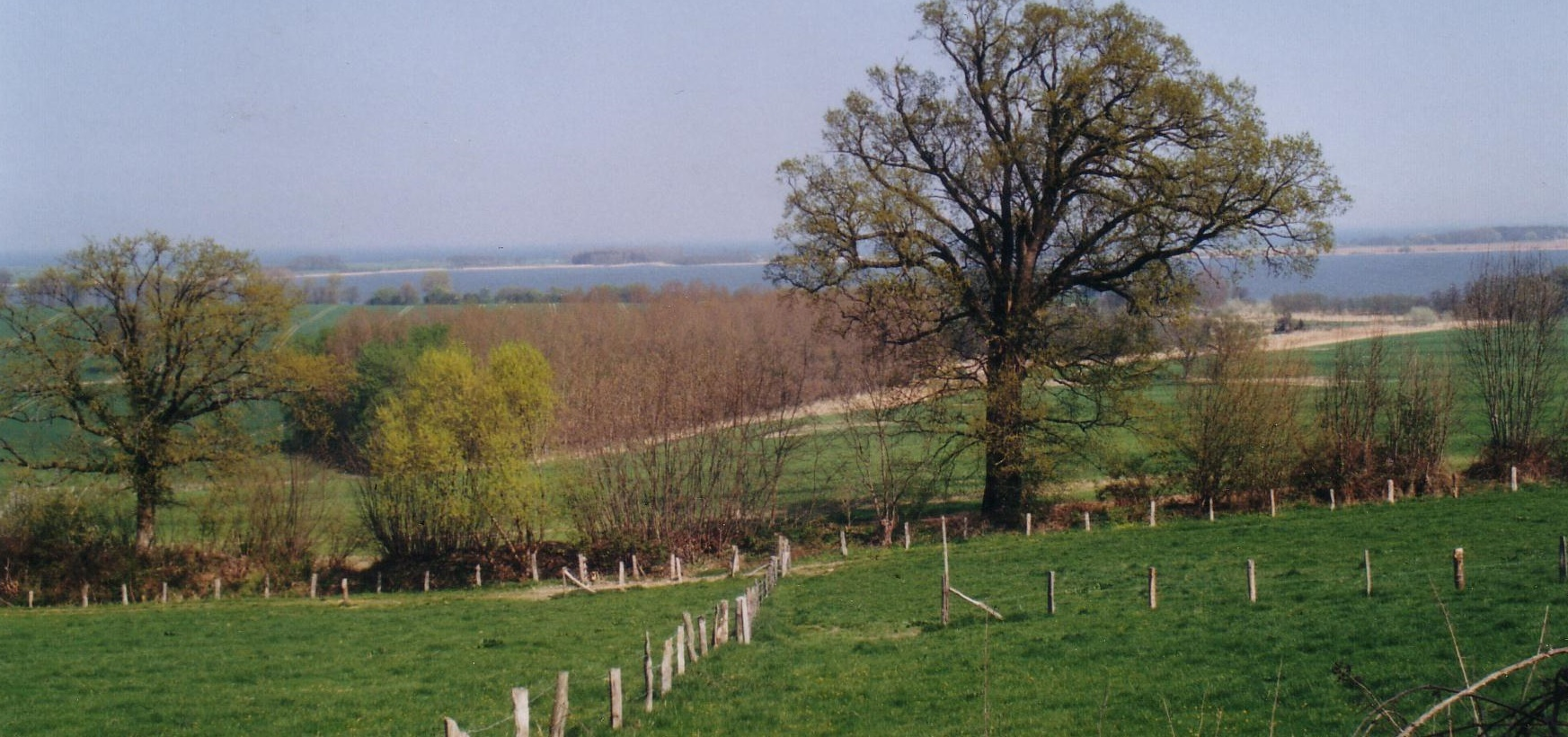

54°19′29″N 10°37′39″E / 54.32472°N 10.62750°E
大賓嫩湖（德語：Großer Binnensee），是德國的湖泊，位於該國北部石勒蘇益格-荷爾斯泰因州，由普倫縣負責管轄，面積4.8平方公里，平均水深1.9米，最大水深3米，水體容量902萬立方米，湖岸線長度11.4公里。